# 萊斯里普花園站
萊斯里普花園站（英語：Ruislip Gardens tube station）是一個倫敦地鐵車站，位於中央線介於西萊斯里普和南萊斯里普，位於倫敦第5收費區。距離此站最近的大都會線和皮卡迪利線車站是萊斯里普和萊斯里普莊園。此站還服務諾霍特皇家空軍基地。

## 歷史
1906年4月2日，大西部及大中央聯合鐵路興建了通過此站的軌道，但當時此處軌道並沒有車站，直至1934年7月9日方啟用。
作為1935－40年新工程計劃一部分，中央線將在一個位於北阿克頓以西往伊靈大道的新交匯處西延。原計劃將延長至達納姆，但因第二次世界大戰而延誤，戰後又因倫敦綠帶圈的組成而將延長段縮至西萊斯里普，1948年11月21日通車。
萊斯里普花園站的主線鐵路在1958年7月21日終止，主線車站關閉，只餘下中央線服務繼續營運。

## 現時車站
車站是島式月台佈局。部分列車以此站始發終到而非西萊斯里普站，以便離開或進入中央線軌道南面的車廠。另外，該車廠還有一條連接線在萊斯里普以西接駁大都會線。
一直以來都有若干沿車廠南界興建一條軌道以連接大都會線，容許中央線列車由萊斯里普花園開往阿克斯橋，但從未實現。

## 車站周邊
- 諾霍特皇家空軍基地
- 波蘭戰爭紀念碑（英语：Polish War Memorial）。

## 大眾文化
車站有在約翰·貝傑曼的詩《米德塞克斯》提及：
Gaily into Ruislip Gardens
Runs the red electric train,
With a thousand Ta's and Pardon's
Daintily alights Elaine;
Hurries down the concrete station
With a frown of concentration,
Out into the outskirt's edges
Where a few surviving hedges
Keep alive our lost Elysium - Rural Middlesex again.

## 接駁交通
倫敦巴士E7路和學校路線696路服務此站。

## 圖片

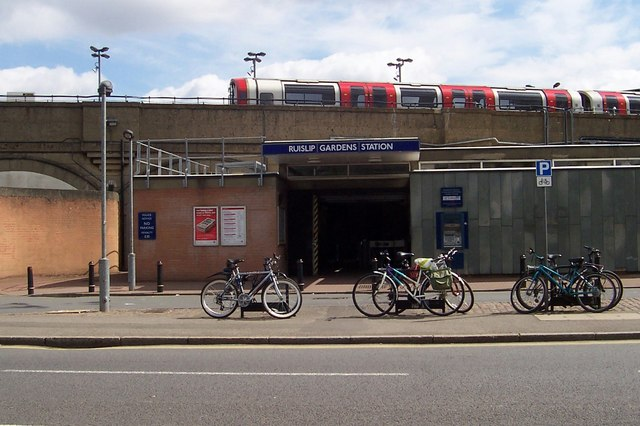
2006年7月車站入口
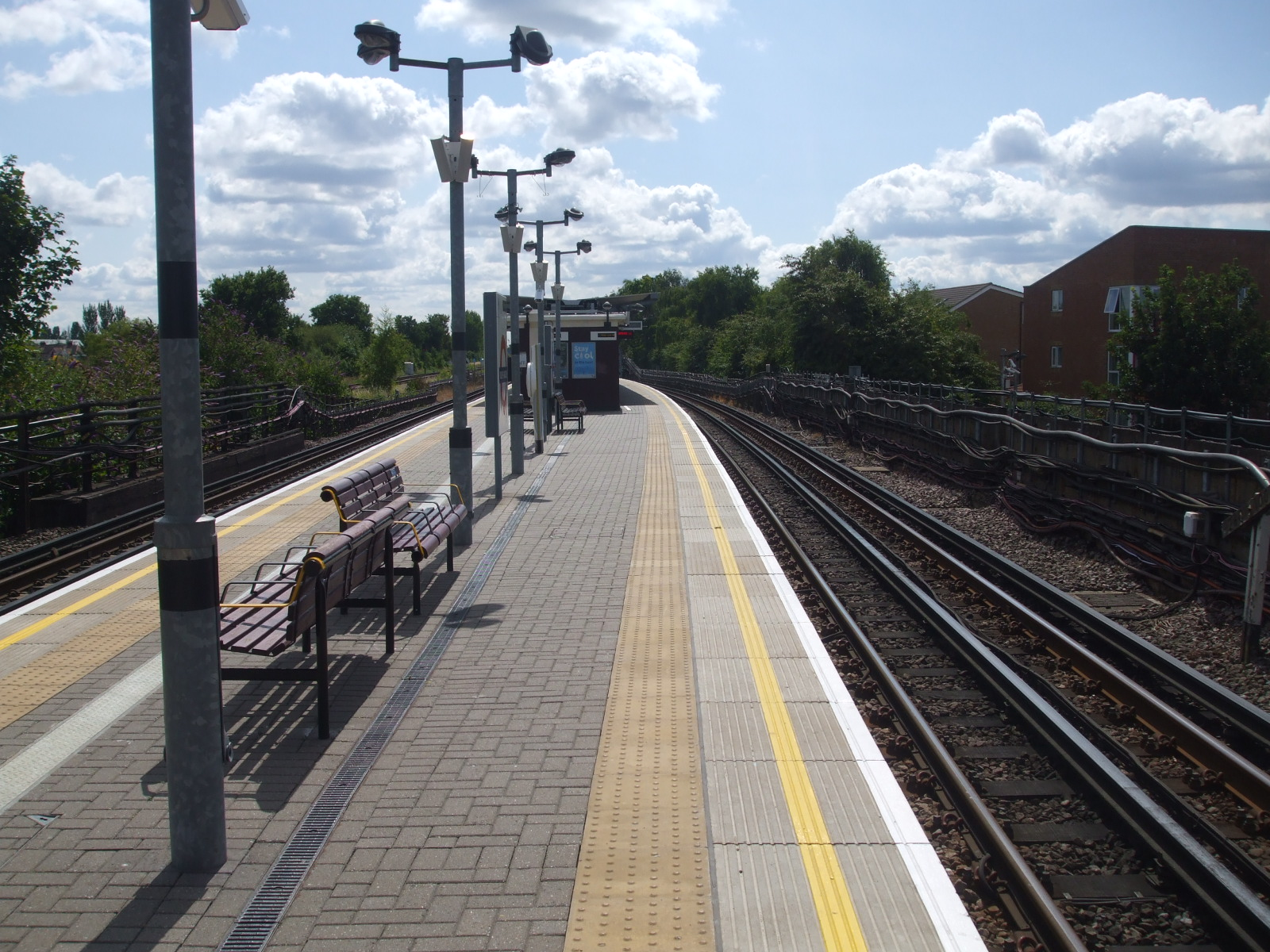
島式月台向東望，左側可見奇爾特恩鐵路路軌
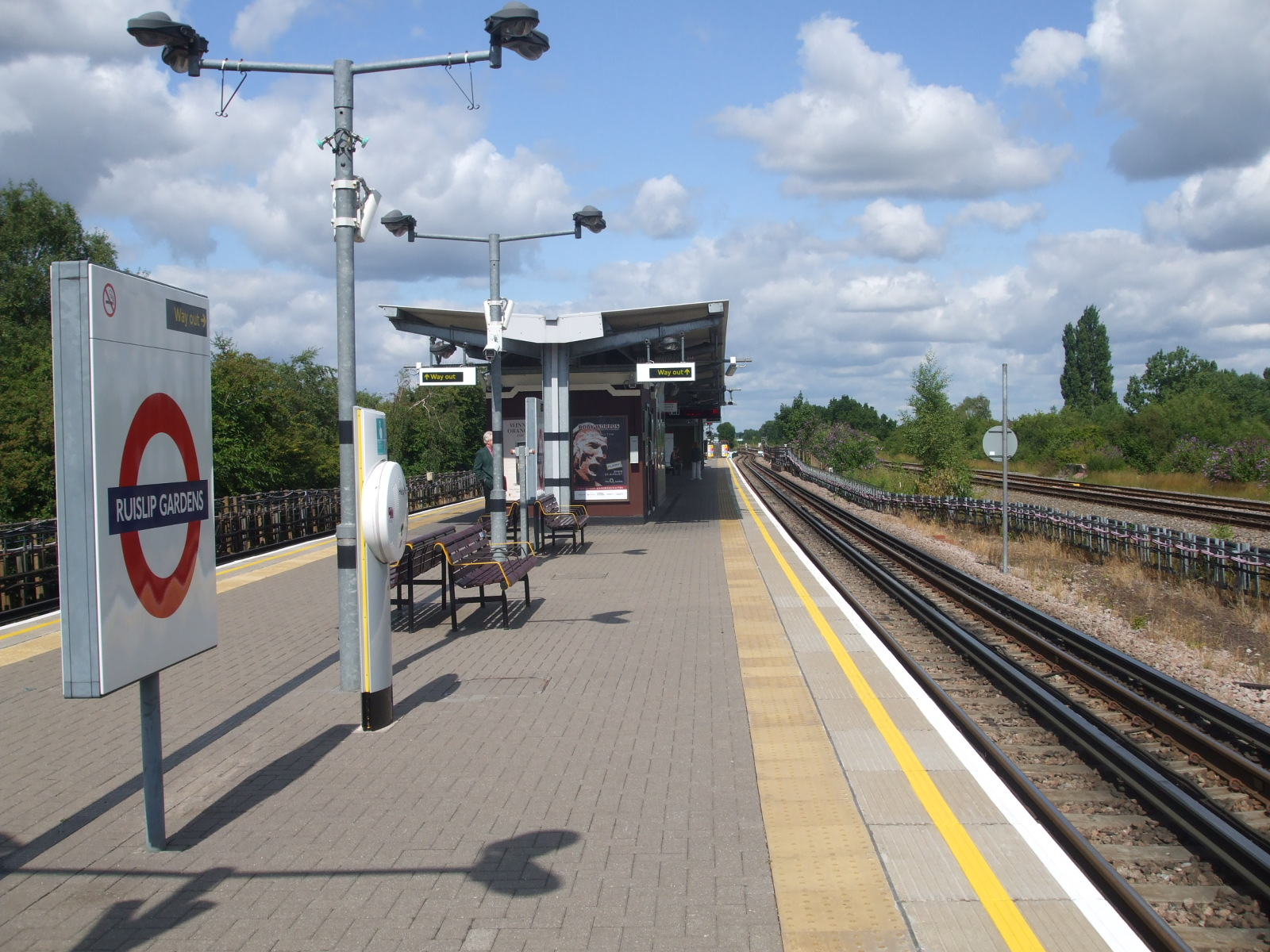
島式月台向西望
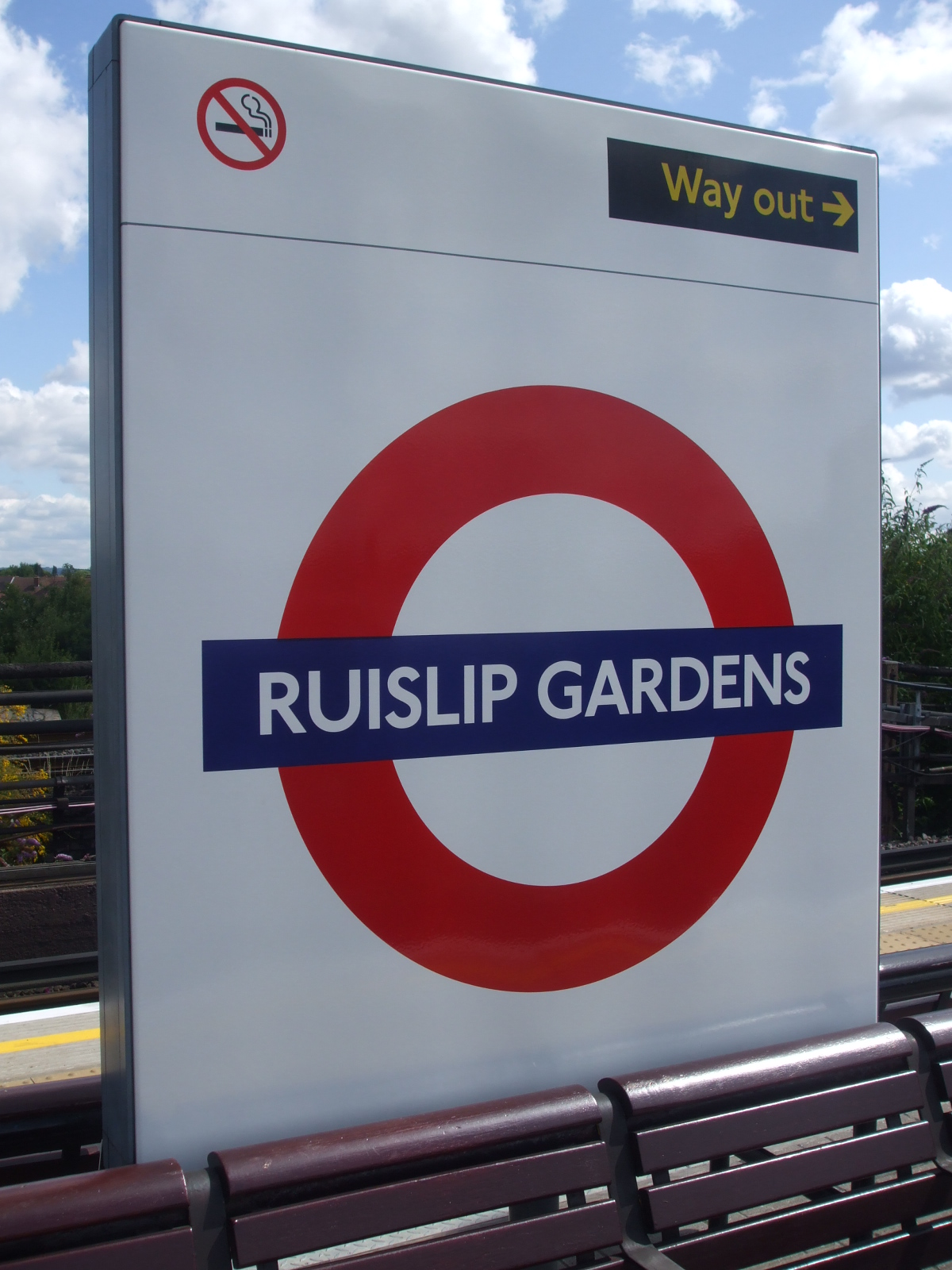
西行月台的標誌

## 外部連結
- London Transport Museum Photographic Archive （页面存档备份，存于）
  - Platform, 1950
  - Booking hall, 1955
  - Booking hall, 1955